# Loch Tummel
Loch Tummel je jezero a přehradní nádrž ve správní oblasti Perth a Kinross ve Skotsku v jižní části severního pásu země. Leží na řece Tummel ve střední části Tay Forest Parku ve vzdálenosti 6,5 km severozápadně od Pitlochry. Je 11 km dlouhé ze západu na východ a maximálně 1 km široké.

## Využití
Na východním konci je jezero zahrazeno a spolu s na západ ležícím jezerem Loch Rannoch je součástí Tummel Hydroelectric Power Scheme, soustavy vodních elektráren a s tím spojených zařízení společnosti Scottish Power. Jezero je častou zastávkou turistů.